# Milan Janić
Milan Janić, né le 14 juin 1957 à Bačka Palanka et mort le 1er janvier 2003 à Belgrade, est un kayakiste yougoslave. Il est le père de la kayakiste Natasa Janics et du kayakiste Stjepan Janić.

## Carrière
Milan Janić participe aux Jeux olympiques de 1984 à Los Angeles et remporte la médaille d'argent en K-1 1000m.